# Джефф Шайн
Джефф Шайн (англ. Jeff Schine) — американський актор озвучування, відомий своїми працями озвучення відеоігр: «Teenage Superhero Pregnancy Scare» (2005), «Call of Duty: Advanced Warfare» (2014), «12th Step» (2015), він також озвучив Хав'єра Ґарсію у «The Walking Dead: A New Frontier» (2016) та Стіва Роджерса (Капітан Америка) у «Marvel's Avengers» (2020).

## Фільмографія

### Відеоігри
| Рік  | Назва                                 | Роль                                             | Примітки           |
| ---- | ------------------------------------- | ------------------------------------------------ | ------------------ |
| 2014 | Smite                                 | Роад Рібел Геркулес / Бездонний Воїн Сунь Вукунґ |                    |
| 2014 | Call of Duty: Advanced Warfare        | додаткові голоси                                 |                    |
| 2015 | Lego Dimensions                       | Адам Мейтленд                                    | відсутній у титрах |
| 2016 | Lego Star Wars: The Force Awakens     | додаткові голоси                                 |                    |
| 2016 | Mafia III                             | Danny Burke                                      |                    |
| 2016 | The Walking Dead: The Game - Season 3 | Хав'єр Ґарсія                                    |                    |
| 2017 | Torment: Tides of Numenera            | Останні краплі (чоловік)                         |                    |
| 2017 | Call of Duty: WWII                    | Т5. Френк Аєлло                                  |                    |
| 2018 | Dishidia fainaru fantajî NT           | Кам'ланаут                                       | англійська версія  |
| 2018 | Call of Duty: Black Ops 4             |                                                  |                    |
| 2018 | Red Dead Redemption II                | місцеве пішохідне населення                      |                    |
| 2018 | Epic Seven                            | Крозет / Мучача                                  |                    |
| 2018 | Just Cause 4                          | Люди Соліса                                      |                    |
| 2018 | Command and Conquer: Rivals           |                                                  |                    |
| 2019 | Kingdom Hearts III                    | додаткові голоси                                 | англійська версія  |
| 2020 | Marvel's Avengers                     | Капітан Америка / Стів Роджерс                   | У розробці         |